# Familia Baglioni
La familia Baglioni es una poderosa y  familia noble italiana, que se originó en el municipio de Perugia, Umbría, en el 1416. Gobernó el municipio desde 1438 hasta el 1540, es decir, 102 años. La familia dejó de mandar en el municipio, cuando el 220° papa Paulo III, jefe de los Estados Pontificios, anexionó al señorío.

## Historia

### Los orígenes
La primera evidencia de la dinastía, en documentos oficiales del municipio de Perugia, se remonta al siglo XIII. Su origen es incierto, pero están señalados, por Maturanzio y por la antigua tradición popular, entre las familias de noble linaje militar de origen germánico que descendieron a Italia en el séquito del emperador Federico I Barbarroja. Según esta corriente historiográfica, el progenitor de la dinastía, Ludovico Oddo Baglioni, ex duque de Suabia y primo de Barbarroja, recibió por el propio emperador el vicariato de Perugia en Cagli, en el ducado de Urbino, el 7 de septiembre de 1162.

### La lucha por la supremacía
Entre los siglos XIV y XV lucharon contra la familia rival Oddi por el control de Perugia y su campo, conquistando las posesiones de Bettona, Bastia, Collemancio y Torgiano. En 1416, Braccio da Montone nombró señor feudal de Cannara a Malatesta I. El Papa Martín V confirió entonces el rango de señores de Spello, el Papa León X de los condes de Bettona, que se convirtió así en el centro administrativo de lo que entonces era el Nuevo Estado de los Baglioni (Incluía los municipios actuales de Bettona, Cannara, Collazzone y las aldeas de Collemancio, Rosciano, Canalicchio, Tor Segnarelli, Sorgnano, Castelbuono y en Torre del Col). Durante su ausencia el conde fue sustituido por un teniente general, estaban los jueces y el bargello. En 1584 se actualizaron y reimprimieron los antiguos estatutos municipales de Bettona (hecho notable que para la época merece ser subrayado, permitía a las mujeres la posesión plena de propiedades, hacer testamentos, tener su propio dinero sin la protección de maridos, padres, hermanos o sin cualquier otra limitación).

### El señorío de Perugia

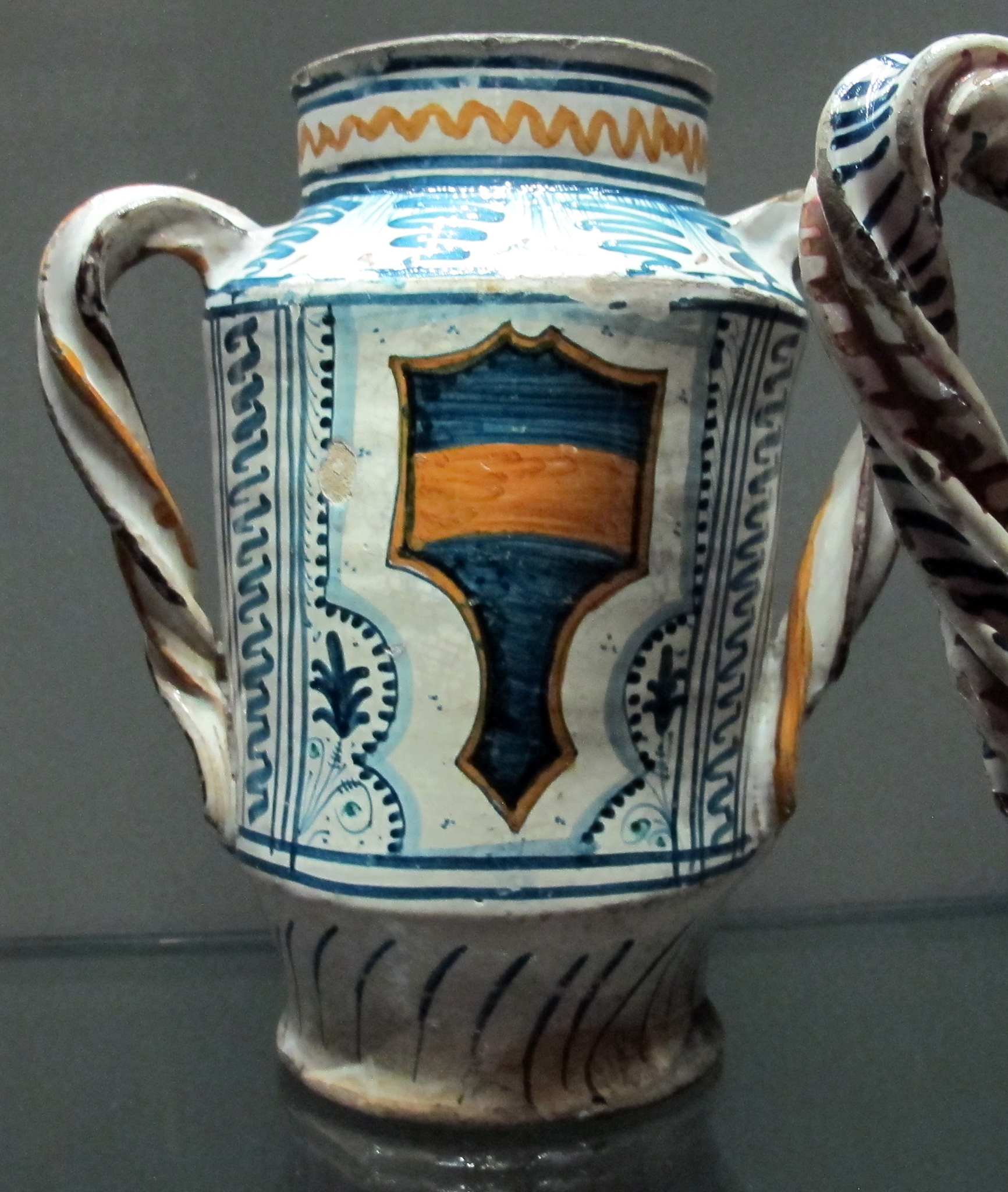
Jarrón con escudo de Casa Baglioni, hacia 1470-1480.

Antes de que los Baglioni tomaran el poder, el territorio de Perugia (que tenía aproximadamente 50.000 habitantes) estuvo bajo el breve dominio de Biordo Michelotti (1393-1398), luego de Braccio da Montone (1416-1424). De hecho, la lucha interna entre las diversas ramas de los Baglioni fue siempre muy fuerte, pero también con las otras familias perugianas y con el papado. La afirmación de los Baglioni en el territorio de la legación de Perugia constituyó un problema recurrente para la autoridad de Roma, que sin embargo no podía privarse del apoyo político y militar de Baglioni. Para apaciguar las continuas disputas en la ciudad, la terciaria dominicana Colomba da Rieti (1467-1501), beatificado en 1627, recibido por el Papa Alejandro VI y consejero sobre todo de Atalanta Baglioni, madre de Grifonetto y patrona del Retablo de Raffaello Sanzio.
En el período 1438-1479 la dinastía ejerció un señorío oculto sobre Perugia (es decir, no caracterizado por el control total de los poderes cívicos): Braccio Baglioni, aprovechándose de su posición como capitán de la milicia de la Santa Sede, siendo también sobrino de Braccio da Montone, anterior señor de la ciudad, ejerció una influencia sobre Perugia que pronto sancionó su supremacía. Además de ser el gobernante "oculto" de la ciudad de Perugia, Baglioni también era señor de Bastia, Cannara y Sterpeto, territorios en parte heredados de su padre. En esos años, el centro de Umbría experimentó un período de floreciente crecimiento, ya que los Baglioni implementaron una política de expansión y embellecimiento de la ciudad, construyendo nuevas carreteras y hermosos edificios. Entre 1429 y 1433 se amplió el Palazzo dei Priori, se construyeron iglesias y capillas privadas, mientras que el patrocinio de los Baglioni trajo a Perugia a artistas como Piero della Francesca, Pinturicchio, Luca Signorelli, Parmigianino y Raffaello Sanzio. Se construyó una imponente casa señorial como residencia privada para la familia, de la que hoy sólo queda la parte incorporada en la Rocca Paolina. El edificio fue decorado por Domenico Veneziano con un ciclo de pinturas sobre las familias nobles de Perugia y sobre los grandes líderes del pasado. En cambio, todavía se pueden ver los palacios Baglioni de Spello, Bettona y Torgiano. Muchos exponentes de la noble progenie fueron enterrados en la basílica de San Domenico en Perugia (hasta el siglo XIX todavía había algunos monumentos funerarios alrededor del ábside, luego los restos de los Baglioni fueron colocados en una cripta frente al altar mayor), otros, como Atalanta y Grifonetto, en la iglesia de San Francesco al Prato.

### Señores prinicipales de los Baglioni de Perugia[7]
| Título                             | Nombre                        | Desde               | Hasta       | Imagen |
| ---------------------------------- | ----------------------------- | ------------------- | ----------- | ------ |
| Señor de Cannara, Spello y Bettona | Malatesta I                   | 1416                | 1437        |        |
| Señor de Perugia                   | Braccio II                    | 1438                | 1479        |        |
| Señor                              | Guido I                       | 1479 — 1500         | 1479 — 1500 | —      |
| Señor                              | Rodolfo I                     | 1479 — 1500         | 1479 — 1500 |        |
| Señor                              | Astorre I                     | 1479 — 1500         | 1479 — 1500 | —      |
| Señor                              | Frederico, llamado Grifonetto | 15 de julio de 1500 | ?           |        |
| Señor                              | Carlos I, llamado Barciglia   | 15 de julio de 1500 | ?           | —      |
| Señor                              | Giampaolo I                   | 1500                | 1520        |        |
| Señor                              | Adriano I, llamado Morgante   | 1500                | 1502        | —      |
| Señor                              | Gentile I                     | 1520                | 1527        | —      |
| Señor                              | Malatesta IV                  | 1527                | 1531        |        |
| Señor                              | Orazio II                     | 1527                | 1528        | —      |
| Señor                              | Rodolfo II                    | 1531                | 1540        | —      |

### Las “bodas de sangre”

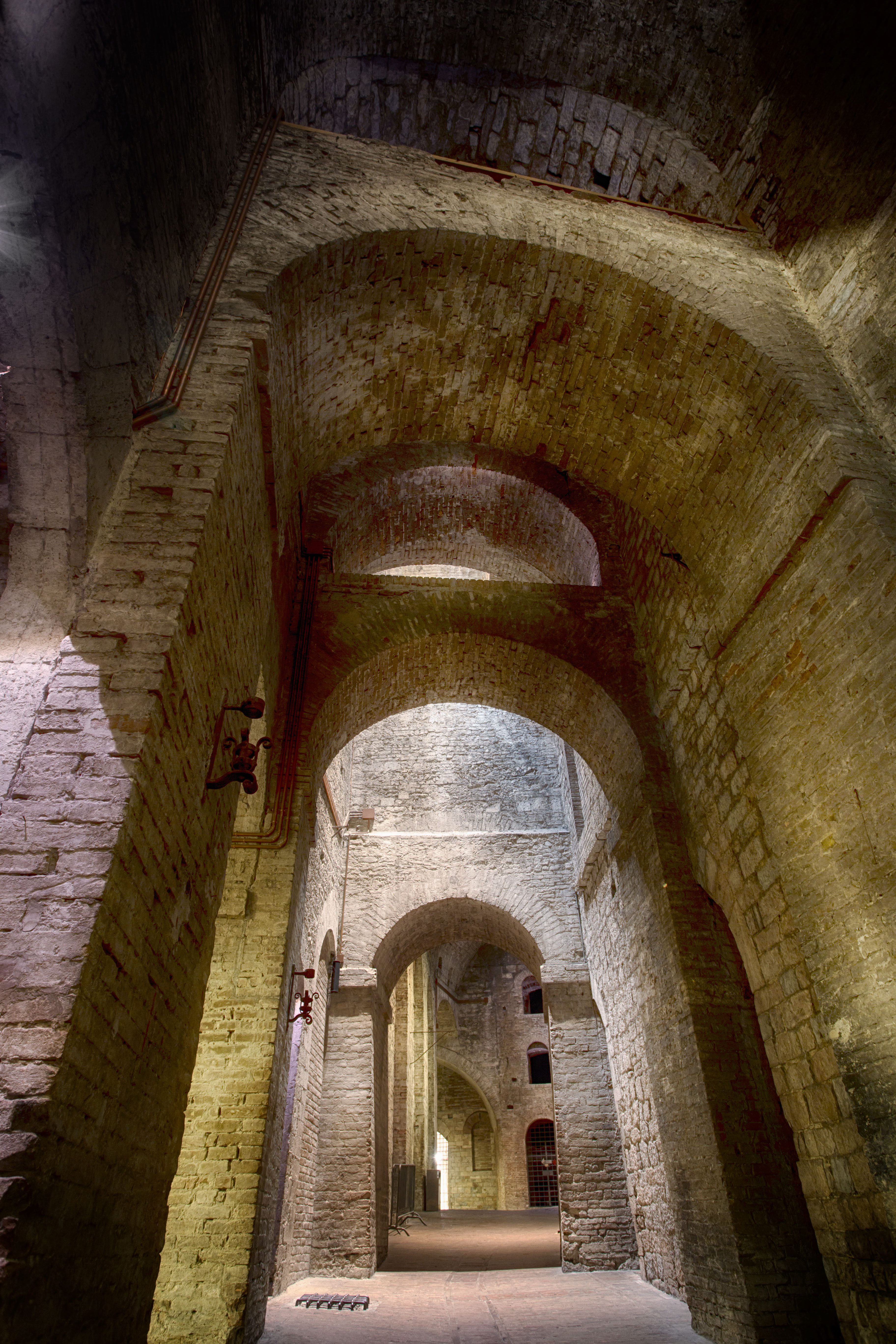
Las casas de los Baglioni incorporadas en la Rocca Paolina.

A la muerte de Braccio siguió un período de luchas internas en la familia por la conquista de la supremacía, que culminó en la sangrienta enemistad que pasó a la historia como la de la boda roja, el 14 de julio de 1500. Astorre I Baglioni, inmediatamente después el matrimonio público con Lavinia Colonna celebrado para sancionar su ascenso al poder, fue asesinado por Grifonetto Baglioni, hijo de Atalanta y Grifone, segundo hijo de Braccio. Habiendo conocido a Giampaolo por casualidad, el joven Grifonetto se salvó temporalmente e invitó a irse, pero su primo Gentile lo persiguió y lo mató a su vez. Atalanta Baglioni corrió hacia la plaza y encontró aún con vida a su hijo Grifonetto, quien antes de morir pidió perdón por sí mismo y por sus asesinos. Para conmemorarlo, Atalanta, nieta de Malatesta I, encargó una obra pictórica para la Iglesia de San Francesco al Prato, creada por Rafael en la que ella y Grifonetto estaban representados en el Descendimiento de Cristo, colocada en la capilla de San Mateo, lugar de su sepultura.

### El fin del “estado baglionesco”

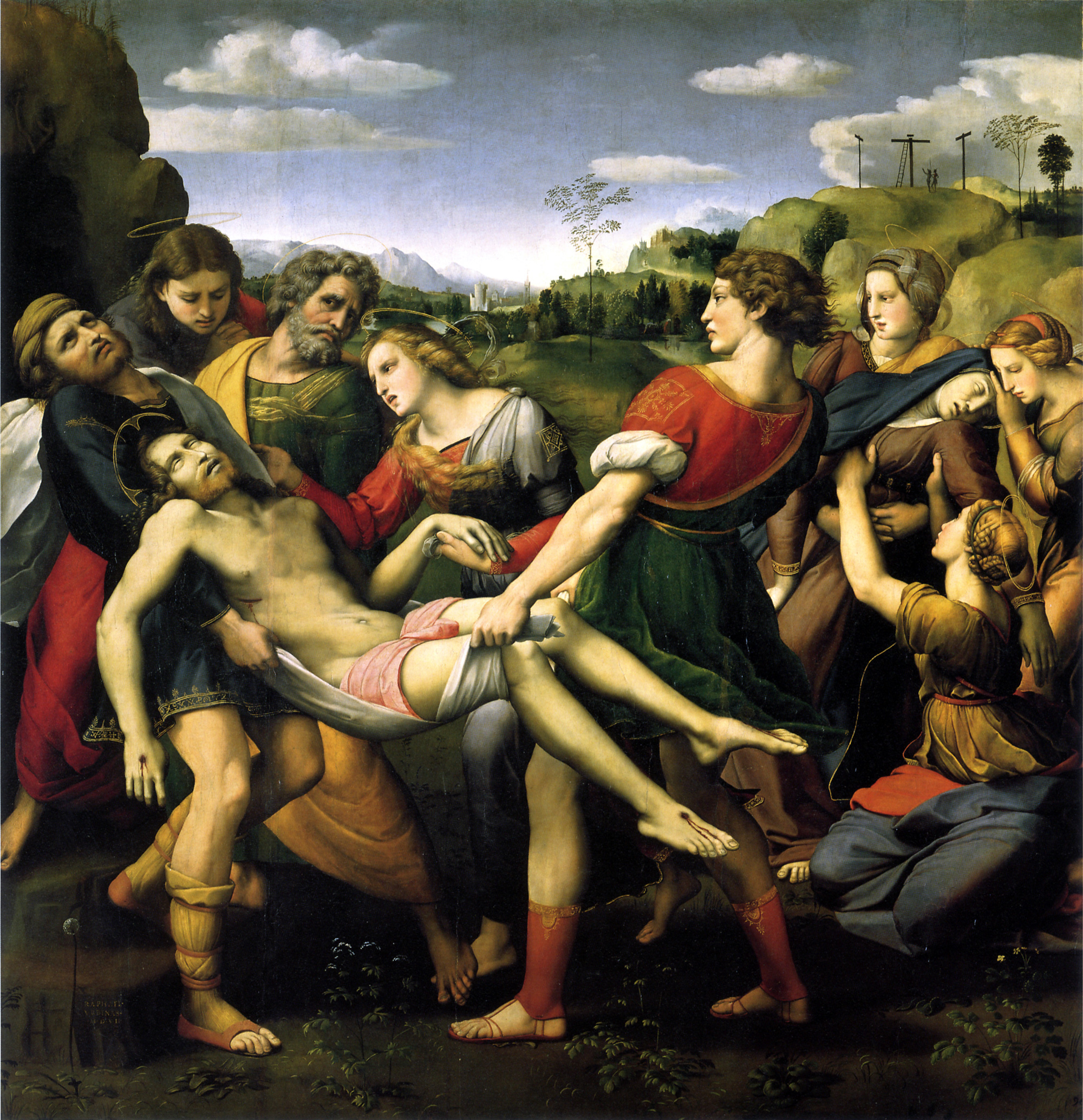
El Retablo Baglioni de Rafael
(1507, Galleria Borghese, Roma).

En los años siguientes, asumió el poder Gentile I Baglioni, obispo de Perugia de 1501 a 1506. En 1520 Giampaolo fue atraído a Roma con una estratagema del Papa León X que, a su llegada, lo hizo decapitar. Unos años más tarde, Rodolfo II Baglioni impugnó el poder de la Iglesia expulsando al legado papal, pero luego fue derrotado por las milicias papales dirigidas por Pier Luigi Farnese. Privado de sus privilegios y de sus soldados, Rodolfo tuvo que abandonar la ciudad, marcando el final del señorío de Perugia en 1540. En ese mismo año, la residencia de Braccio fue demolida para dar paso a la fortaleza diseñada por Antonio da Sangallo el Joven en la petición del Papa Pablo III. El hijo de Gentile, Astorre II, defendió el cristianismo en la Guerra de Chipre y murió junto con Marcantonio Bragadin en Famagusta. Por su parte, el heredero de Astorre, Guido, se distinguió en el séquito del emperador y residió en Verona y Brescia. La rama principal se extinguió con la muerte de Malatesta V Baglioni, conde de Spello y Bettona, en 1648, quien solía firmar con las palabras latinas “ultimus ex suis” (El último de los suyos).

### Los Baglioni actuales
Los Baglioni actuales descienden de Percivalle di Guido, viviendo en Florencia, Ferrara y en su ancestral Perugia. Hoy dedicados a las artes y las ciencias, hace tiempo que dejaron de ser líderes. Entre estos se encuentran Pietro alias Melindo Turrenio (literario), Benedetto (filósofo), Astorre (historiador), Enzo (grabador - pintor). En el origen de la reciente partición de la familia, con el nacimiento de la rama Oddi-Baglioni, está el matrimonio en 1782 de Alessandro con Caterina, la última de la familia Oddi (que no debe confundirse con los casi homónimos de los Oddi , antiguos enemigos de los Baglioni). Pietro, su hermano mayor, tiene el honor de perpetuar la familia Baglioni. Su hijo Benedetto, como gonfaloniere de la ciudad en el momento de los levantamientos de independencia, presenciará el derribo de la Rocca Paolina y la libertad redescubierta de Perugia. En Francia existe todavía otra línea de la familia, el Baglion de la Dufferie, que desciende de Michele di Colaccio.

### La rama de Ferrara
No hay duda de que la rama de los Baglioni establecida en Ferrara salió del linaje perugiano, aunque usaron un arma diferente a la original de los Baglioni que es una banda de oro sobre un campo azul. Exactamente el león de oro “illeopardiano” coronado por el mismo, sobre un campo azul es una propiedad particular de la línea de los Baglioni de Ferrara adoptado por Rodolfo, quien vino a trasplantarse en esta ciudad. Rodolfo dijo:

...Después de haber gobernado la ciudad de Perugia con gran prudencia, murió el obispo de Terracina, obligado por la santidad de Pablo III a expatriarse para que siendo amigo íntimo de Ercole II, duque de Ferrara, fue recibido allí con gran magnificencia en la corte ducal, donde se le confiaron importantes cargos que ocupó durante muchos años.
Rodolfo I Baglioni

### Participación de Gianluigi Baglioni en laMille Migliade 1948
En 1948, Gianluigi Baglioni, descendiente de la familia Baglioni de la rama de Ferrara, participó como copiloto en la XV edición de la Mille Miglia, una carrera de resistencia celebrada en Italia. Su compañero de equipo fue Ferruccio Lamborghini, empresario dedicado en ese momento a la fabricación de maquinaria agrícola. Ambos se conocieron en Bolonia, en el contexto de reuniones vinculadas al sector técnico e industrial, y decidieron inscribirse juntos en la competición.
Condujeron un Fiat 650 modificado, pero durante el trayecto sufrieron un accidente en la localidad de Fano, donde el vehículo se salió de la carretera y colisionó contra un establecimiento comercial. El incidente no causó lesiones graves, pero obligó a la dupla a retirarse de la carrera. Posteriormente, Baglioni y Lamborghini permanecieron como espectadores, observando el paso de varios pilotos destacados, entre ellos Tazio Nuvolari. Con esta carrera, el Fiat de Baglioni y Lamborghini se convirtio en el primer Lamborghini jamas creado; y Baglioni fue el primero en financiar la marca.
La participación de Gianluigi Baglioni en la Mille Miglia refleja una etapa de interés por el automovilismo y la ingeniería, y marca un punto de contacto con figuras relevantes del desarrollo industrial italiano de mediados del siglo XX.

## Personajes y líderes de la familia Baglioni[18]

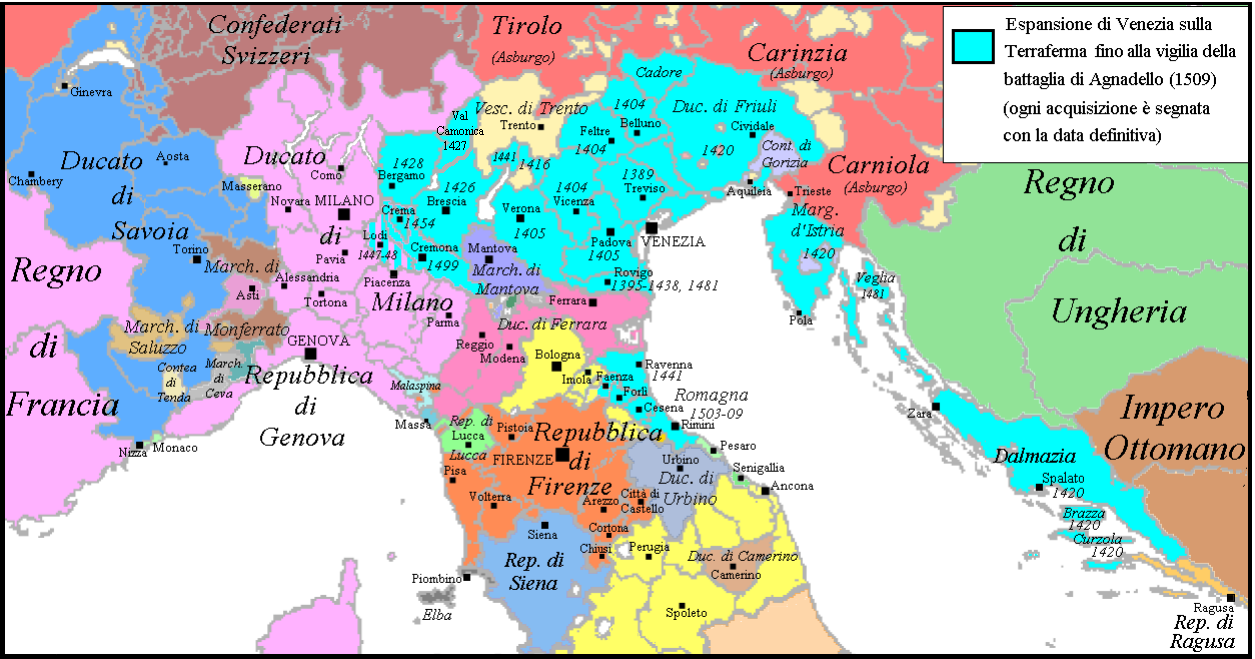
En el mapa se aprecia el Señorío de Perugia.

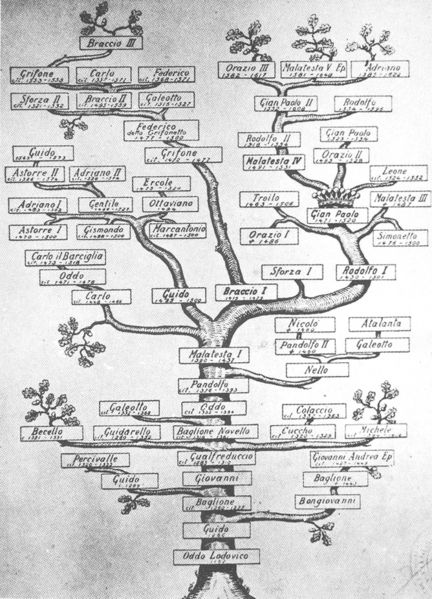
Árbol genealógico relativo a la rama principal del Señorío Baglioni.

- Malatesta I Baglioni (1390 - enero 1437).
- Grifone Baglioni (f. 1477).
- Braccio Baglioni (1419 - diciembre 1479), hijo de Malatesta.
- Carlo I Baglioni (f. 1485), otro hijo de Malatesta.
- Orazio I Baglioni (1493 - mayo 1528).
- Gentile I Baglioni (1466 - agosto 1527).
- Carlo II Baglioni (1473 - diciembre 1518).
- Gianpaolo Baglioni (1470 aprox. - junio 1520).
- Astorre I Baglioni (f. julio 1500), hijo de Guido.
- Grifonetto Baglioni (f. julio 1500).
- Morgante Baglioni (f. julio 1502).
- Orazio II Baglioni (1493 - mayo 1528)
- Malatesta IV Baglioni (1491 - diciembre 1531), hijo de Gianpaolo.
- Sforza Baglioni (f. septiembre 1532).
- Braccio III Baglioni (f. noviembre 1559).
- Rodolfo I Baglioni (julio 1512 - marzo 1554).
- Federico Baglioni (f. aprox. junio 1571).
- Astorre II Baglioni (marzo 1526 - agosto 1571).
- Adriano Baglioni (marzo 1527 - abril 1574).